# 船泊村
船泊村（ふなどまりむら）は、かつて北海道礼文郡にあった村。
現在は香深村とともに礼文町内の大字名となっている。

## 地理
- 島嶼:礼文島

## 沿革
- 1902年（明治35年）4月1日 - 北海道二級町村制施行により礼文郡船泊村、神崎村が合併し、船泊村が発足。
- 1956年（昭和31年）9月20日 - 礼文郡香深村と合併して礼文村となり消滅した。